# Joseph De Bakker
Joseph "Jos" De Bakker, (Borgerhout, 27 de maig de 1934) fou un ciclista belga, que va ser professional del 1956 fins al 1968. Es va especialitzar en la pista on va aconseguir quatre medalles al Campionat del món de velocitat. Va participar en els Jocs Olímpics d'Estiu de 1952.

## Palmarès
- 1952
  -  Campió de Bèlgica de velocitat amateur
- 1953
  -  Campió de Bèlgica de velocitat amateur
- 1954
  -  Campió de Bèlgica de velocitat amateur
- 1955
  -  Campió de Bèlgica de velocitat amateur
- 1956
  -  Campió de Bèlgica de velocitat amateur
- 1957
  -  Campió de Bèlgica de velocitat
  - 1r al Gran Premi de París
- 1958
  -  Campió de Bèlgica de velocitat
- 1959
  -  Campió de Bèlgica de velocitat
- 1960
  -  Campió de Bèlgica de velocitat
- 1961
  -  Campió de Bèlgica de velocitat
- 1962
  -  Campió de Bèlgica de velocitat
- 1963
  -  Campió de Bèlgica de velocitat
  - 1r als Sis dies de Madrid (amb Rik Van Steenbergen)
- 1966
  -  Campió de Bèlgica de velocitat